# Samostalna radikalna stranka
Samostalna radikalna stranka djelovala je u Kraljevini Srbiji 1905. – 1918. te nakon stvaranja Kraljevine SHS, do ujedinjenja u novoosnovanu Demokratsku stranku u svibnju 1919.
Godine 1901. iz Narodne radikalne stranke (NRS) odvojila se grupa pod vodstvom Ljubomira Živkovića. Nasuprot NRS kojoj je na čelu Nikola Pašić i koja podupire autoritarni režim kralja Aleksandra Obrenovića, nova stranka zastupa izvorna liberalna, demokratska i socijalistička načela prvog programa NRS iz 1881. godine. Grupa, još ne formalno organizirana kao stranka, imala je važnu ulogu u borbi protiv režima. Kralj Aleksandar i njegova supruga Draga ubijeni su u državnom udaru 1903. (Majski prevrat). 
Stranka je formalno osnovana 1905., a njezin predsjednik postaje Ljubomir Stojanović. Njega 1912. nasljeđuje Ljuba Davidović. U razdoblju 1903. – 1914. stranka nekoliko puta sudjeluje u koalicijskim vladama. 
U doba Prvog svjetskog rata, djelujući u emigraciji, neki stranački vođe suprotstavljali su se velikosrpskoj koncepciji Nikole Pašića, prihvaćajući djelomično popuštanje koncepciji Ante Trumbića u pregovorima s Jugoslavenskim odborom.
Ubrzo nakon stvaranja Kraljevine SHS, SRS prihvaća inicijativu Svetozara Pribićevića i u svibnju 1919. ulazi u novoosnovanu Demokratsku stranku, koja zastupa koncepciju integralnog jugoslavenstva. Za razliku od prečanina Pribićevića, prvenstveni cilj srbijanskih političara nije međutim bilo stvaranje jugoslavenske nacije, nego borba za vlast protiv Pašićevih radikala. Predsjednik SRS Ljuba Davidović postaje predsjednikom nove stranke.